# 1,3-difluorpropan-2-ol
1,3-Difluorpropan-2-ol je metabolický jed, který narušuje citrátový cyklus a používá se jako rodenticid, podobně jako fluoroctan sodný. Z chemického hlediska jde o difluorovaný derivát nejjednoduššího sekundárního alkoholu isopropylalkoholu.

## Použití
1,3-Difluorpropan-2-ol je (společně s 1-chlor-3-fluor-2-propanolem) hlavní složkou rodenticidového výrobku Gliftoru, který byl široce používán v bývalém Sovětském svazu.